# Lasioglossum crepusculum
Lasioglossum crepusculum is een vliesvleugelig insect uit de familie Halictidae. De wetenschappelijke naam van de soort is voor het eerst geldig gepubliceerd in 2008 door Ebmer.